# أقدام الدجاج
يطهي أقدام الدجاج وتناولها في العديد من البلدان. بعد إزالة الطبقة الخارجية من الجلد الصلب، تتكون معظم الأنسجة الصالحة للأكل الموجودة على القدمين من الجلد والأوتار، بدون عضلات. وهذا ما يعطي القدم ملمساً هلامياً مميزاً يختلف عن باقي لحوم الدجاج.